# Longroiva
Longroiva ist eine Gemeinde im Kreis Mêda in Portugal.

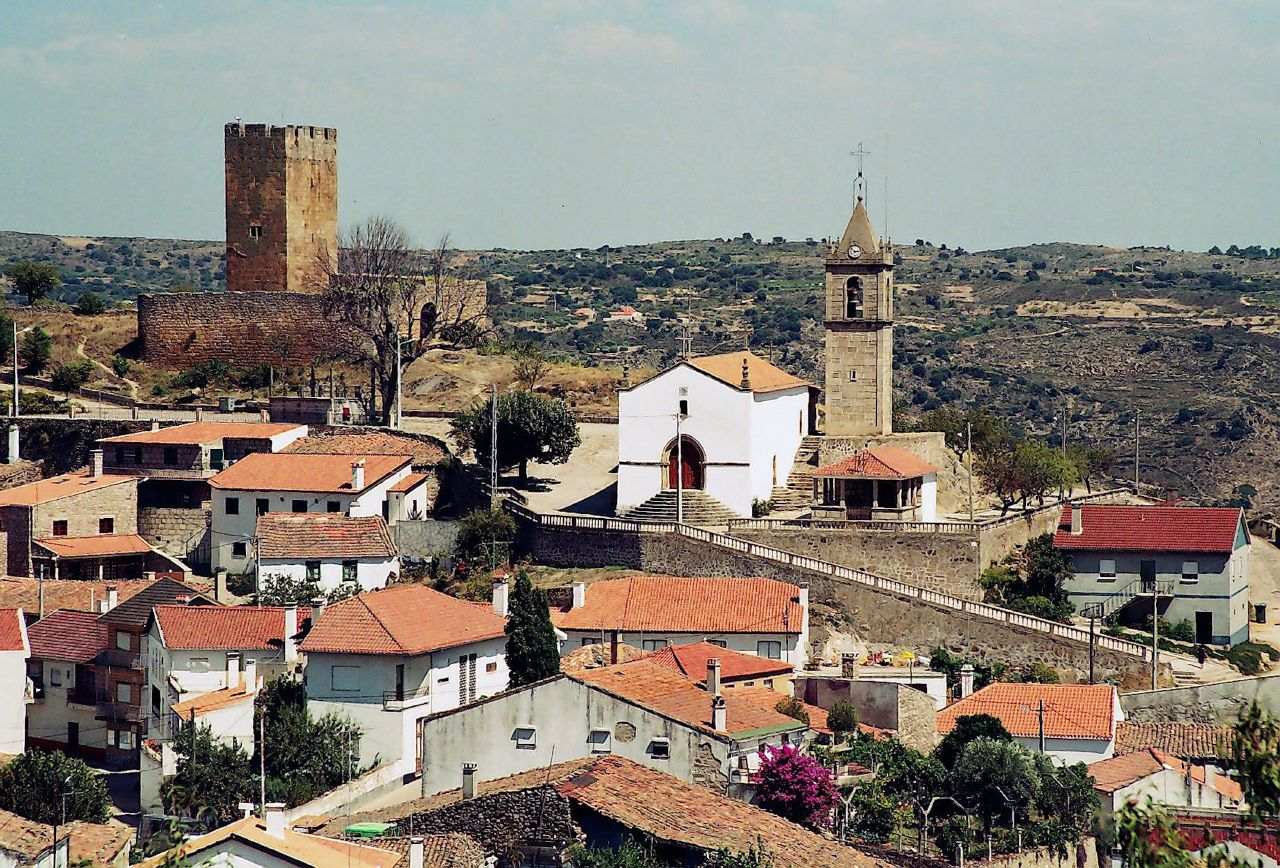
Blick auf die Gemeinde

 Die Gemeinde, die auf eine lange Geschichte zurückblicken kann und zu den ältesten Siedlungen Portugals gehört, hat 218 Einwohner (Stand 19. April 2021).
Die Fläche der Gemeinde beträgt 41,3 km². Die Bevölkerungsdichte beträgt 5,3 Einwohner pro km². Longroiva ist vor allem für die dort vorhandenen Thermalquellen und Thermenbäder bekannt.
Longroiva war zwischen 1120 und 6. November 1836 ein Kreis, in dessen Verwaltungsgebiet die Gemeinden Chãs de Longroiva, Santa Comba, Fonte Longa sowie Longroiva lagen. 1801 hatte Longroiva noch 1583 Einwohner. Aufgrund der rückläufigen Entwicklung der Einwohnerzahlen wurden die Gemeinden des Kreises Longroiva an Marialva und Meda abgetreten.

## Sehenswürdigkeiten
- Burg
- Pelourinho
- kleine Römerbrücke über den Ribeira dos Piscos
- Altes und Neues Thermalbad
- Fonte da Concelha (historischer, öffentlicher Trinkwasserbrunnen)
- Estátua-Menir (behauener Monolith aus der Bronzezeit)

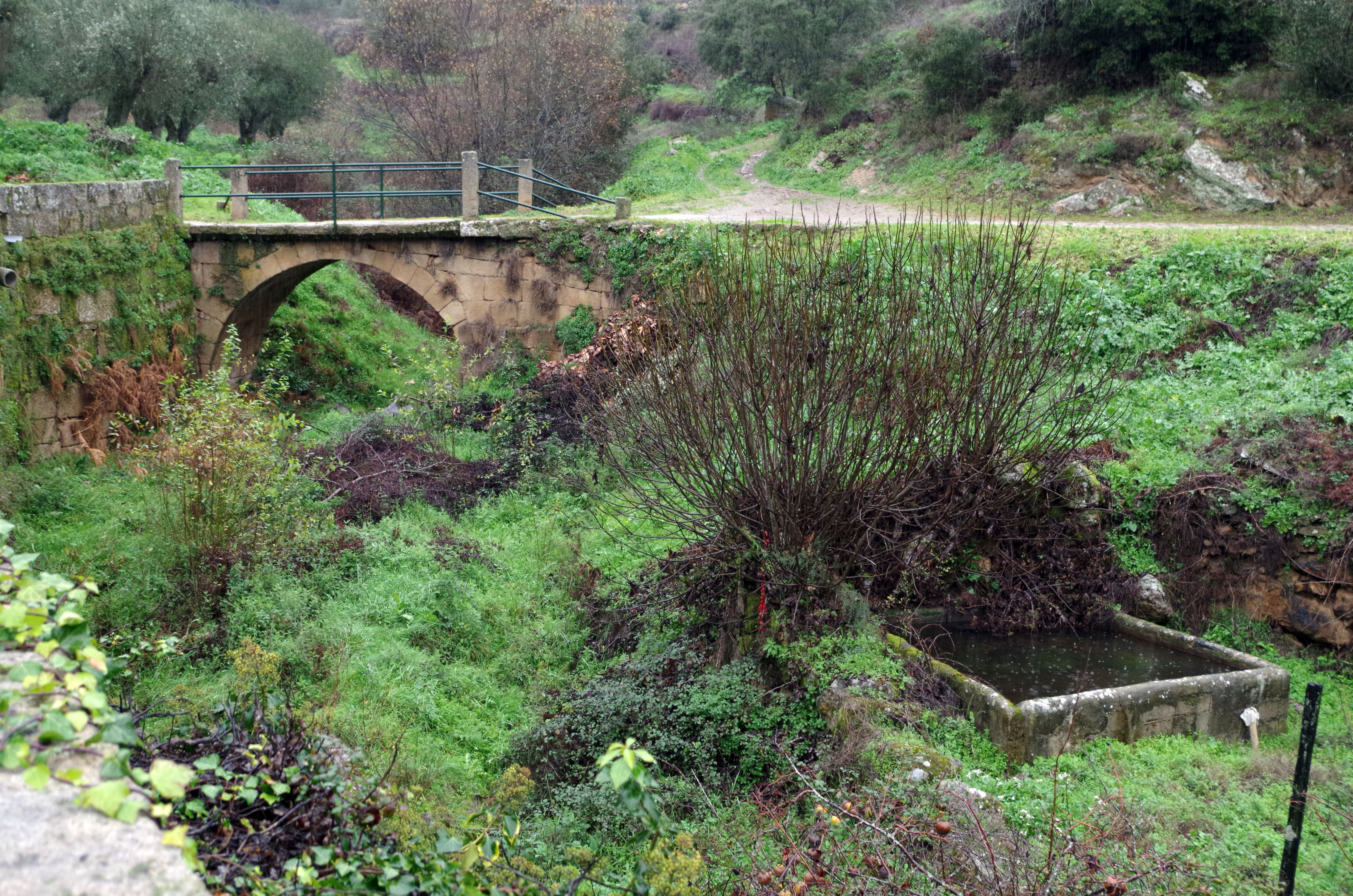
Römerbrücke